# Eric Bazilian
Eric Michael Bazilian (* 21. Juli 1953 in Philadelphia, Pennsylvania) ist ein US-amerikanischer Musiker, Songwriter, Arrangeur und Produzent und Gründungsmitglied der Rockband The Hooters.

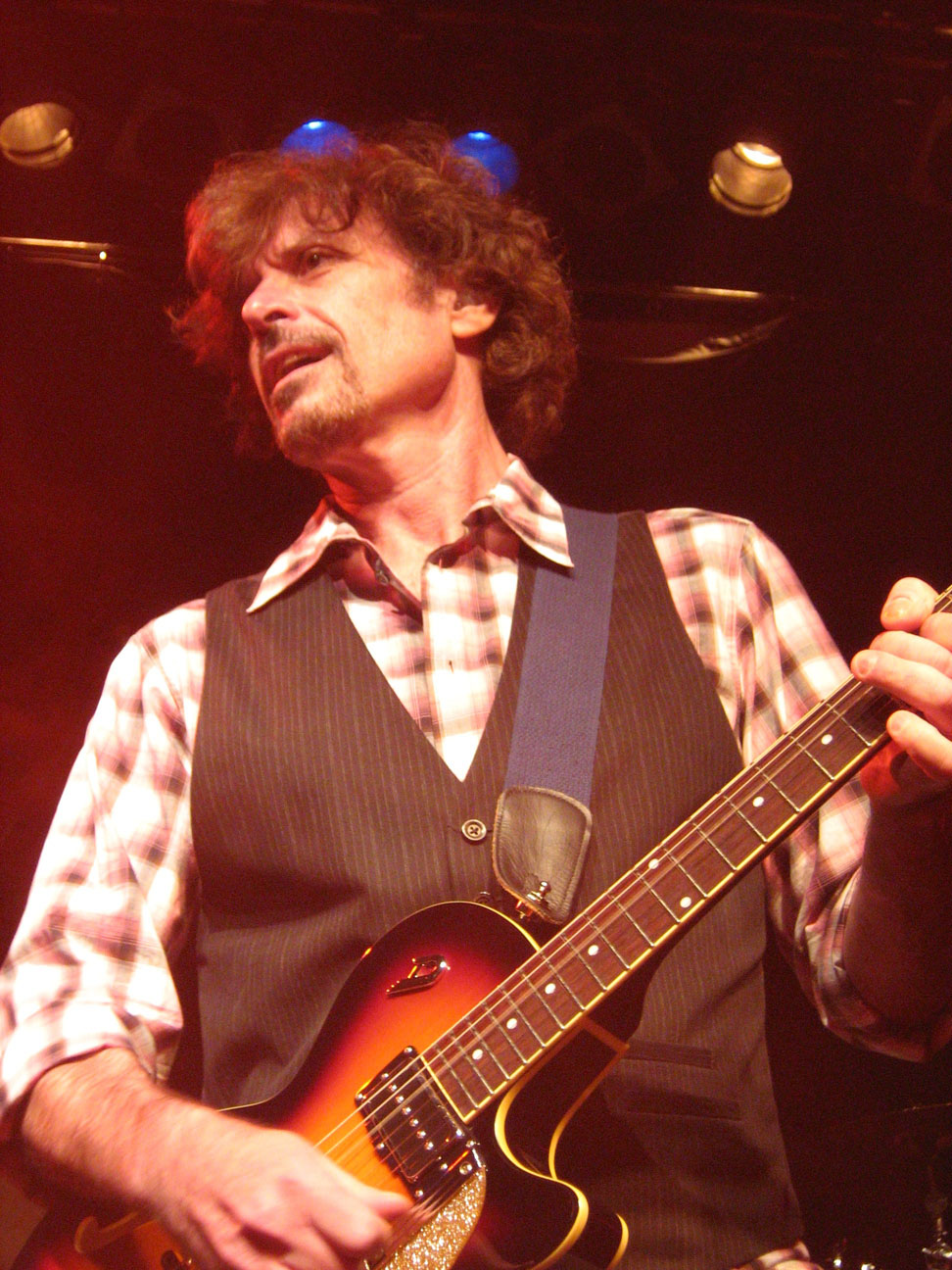
Eric Bazilian, Spectrum Augsburg, Juli 2008

## Leben
Eric Bazilian fing mit fünf Jahren an, Klavier zu spielen, mit neun brachte ihm ein Onkel Gitarre spielen bei. Er spielt zahlreiche weitere Instrumente wie Mandoline, Saxophon, Keyboard, Melodica. Zunächst spielte er in einer Band namens Evil Seed, bevor er an der University of Pennsylvania auf Rob Hyman traf, mit dem er zwei weniger erfolgreiche Bands namens Wax und Baby Grand gründete – letztere veröffentlichte zwei Alben auf Arista Records. Schließlich riefen die beiden 1980 die Band The Hooters ins Leben.
Neben den Hooters arbeitet er auch für zahlreiche andere Künstler. Außerdem hat er zwei Soloalben herausgebracht: The Optimist (2000) und A Very Dull Boy (2002).
Im Jahr 2000 wurde er von der Philadelphia Music Alliance mit einer Plakette auf dem Philadelphia Walk of Fame geehrt.

### Erfolg mit den Hooters
Eric Bazilian ist neben Rob Hyman der musikalische Kopf der Hooters. Mit ihm zusammen ist er Hauptsongschreiber der Band und für den typischen Sound verantwortlich.
Einem weltweiten Publikum wurde die Band bekannt, als sie 1985 das Live-Aid-Konzert in Philadelphia eröffneten. Besonderen Anklang fand ihre Musik daraufhin in Deutschland und Skandinavien. 1995 ging die Band in die Pause und spielte 2001 erstmals wieder zusammen.
2019 traten Bazilian und Hyman als Eric Bazilian & Rob Hyman of The Hooters bei der Konzertreihe Night of the Proms als Gaststars auf.

### Arbeit mit anderen Künstlern
Zu Joan Osbornes zweitem Album Relish steuerte er unter anderem den Song One of Us bei, für den er 1996 eine Grammy-Nominierung für den Song of the Year erhielt. Er war auch als Studiomusiker an diesem Album beteiligt. Prince veröffentlichte auf seinem Album Emancipation (1996) eine Coverversion von One of Us.
Auf dem Album Breathe (1996) von Midge Ure war Bazilian als Komponist an dem Song Fallen Angel beteiligt und spielte in mehreren Songs Mandoline oder Melodica.
1999 schrieb er an zehn der Songs für Amanda Marshalls zweites Album Tuesday’s Child mit und fungierte auch als Studiomusiker.
Auch an neun der Songs auf dem 2007 erschienenen Scorpions-Album Humanity – Hour I war er als Songschreiber beteiligt.
2012 schrieb er für die Schweizer Sängerin Stefanie Heinzmann das Lied Home to me, das auf ihrem dritten Studioalbum veröffentlicht ist.
Weitere Künstler, für die Bazilian als Songschreiber, Produzent/Arrangeur oder Musiker gearbeitet hat, sind beispielsweise Cyndi Lauper, Jon Bon Jovi, Patty Smyth, Robbie Williams und Billy Idol.

## Privates
Eric Bazilian ist verheiratet und Vater eines Sohnes namens Simon, der ebenfalls als Songwriter tätig ist.

## Diskographie
- The Optimist (2000)
- A Very Dull Boy (2002)
- What Shall Become of the Baby (Bazilian & Wester) (2012)